# Chiêu Hoa Công chúa
Công chúa Chiêu Hoa là công chúa nhà Trần trong lịch sử Việt Nam, được biết đến qua các tư liệu thần phả và giai thoại. Công chúa Chiêu Hoa cùng chồng là Cao Toàn là đôi vợ chồng có công khai phá đất đai vùng núi Đào Lĩnh lập nên xã Phù Liễn (nay là phường Trần Thành Ngọ thuộc quận Kiến An, thành phố Hải Phòng).

## Thân thế
Công chúa Chiêu Hoa là con gái của vua Trần Thánh Tông, là chị em của vua Trân Nhân Tông, hoàng tử Trần Đức Việp và các công chúa Thiên Thụy, Bảo Châu, Chiêu Chinh. Phò mã Cao Toàn là người Kiến An, thi đỗ thái học sinh, làm quan đến chức Đô Thái úy, tước An Đức hầu.

## Khai phá núi Đảo Lĩnh
Sau khi Cao Toàn về trí sỹ, ông cùng công chúa Chiêu Hoa mộ dân khai khẩn ruộng đất, lập nên xã Phù Liễn, nay là phường Trần Thành Ngọ. Tương truyền, bà Chiêu Hoa đã cắm lá cờ liễn trên ngọn núi Đào Lĩnh làm chỉ giới. Do đó, núi còn có tên là núi Phù Liễn. Từ đầu thế kỷ XX người Pháp dựng đài Thiên Văn trên núi, nên núi này gọi là Thiên Văn  

## Di sản
Sau khi mất, dân xã nhớ ơn khai sáng của công chúa và phò mã nên đã dựng đền An Đức hầu ở trên nền nhà cũ dưới chân núi Đào Lĩnh. Đền An Đức hầu thờ vợ chồng công chúa Chiêu Hoa, phò mã Cao Toàn.
Cũng trên núi Đào Lĩnh còn có ngôi đền Quy Tức, thờ công chúa Chiêu Hoa, hàng năm vào ngày 12 tháng Giêng âm lịch, nhân dân mở hội với các trò chơi dân gian: đập niêu, đấu vật, chọi gà, đánh cờ người và diễn chèo về sự tích ngôi đền. Đến nay, Đền còn giữ nhiều đồ tế khí cổ, 7 đạo sắc phong và quả chuông đồng nặng 300 kg có từ thời vua Quang Trung.
Ngày nay, ngay dưới chân núi Đào Lĩnh, tại trung tâm hành chính quận Kiến An, thành phố Hải Phòng có hai con đường mang tên Cao Toàn và Chiêu Hoa, ôm ấp công viên Hồ Hạnh Phúc.